# 華盛頓縣 (田納西州)
華盛頓縣（英語：Washington County）是美國田納西州東北部的一個縣。面積1,801平方公里。根據美國2000年人口普查，共有人口107,198。縣治瓊斯伯勒，最大城市為約翰遜城。
成立於1777年，縣名紀念首任總統喬治·華盛頓。